# COLP
COLP (ang. Connected Line identification Presentation) - wyświetlanie numeru telefonu z którym się właśnie połączyliśmy.
Usługa COLP polega na tym, że osoba dzwoniąca widzi docelowy numer pod który się połączyła. Ma to szczególne znaczenie, jeśli nasza rozmowa została przekierowana pod inny numer (nawet wielokrotnie). Należy pamiętać, że numer pod który się dodzwoniliśmy nie wyświetli się, jeśli abonent docelowy ma włączoną usługę COLR.